# اس‌اس دسوگ
اس‌اس دسوگ (به انگلیسی: SS Dessoug) یک کشتی بود که طول آن ۲۳۳ فوت ۰ اینچ (۷۱ متر) بود. این کشتی در سال ۱۸۹۶ ساخته شد.